# سید حسن امامی رضوی
سید حسن امامی رضوی (زاده ۱۳۳۸ در اردبیل)، جراح ایرانی، که سابقه معاونت سلامت و درمان وزارت بهداشت و ریاست دانشکده پزشکی دانشگاه علوم پزشکی تهران و ریاست مجتمع بیمارستانی امام خمینی را دارد.

## زندگی‌نامه
امامی در سال ۱۳۳۸ ه‍.خ. در شهرستان اردبیل متولد شد. تحصیلات ابتدایی را در دبستان شهرضا و تحصیلات متوسطه را در دبیرستان هدف شماره ۴ گذراند و در سال ۱۳۵۶ ه‍.خ. موفق به اخذ مدرک دیپلم گردید.تحصیلات عالی خود را در سال ۱۳۵۶ ه‍.خ. در رشته پزشکی دانشکده‌ی پزشکی تهران آغاز کرد و در سال ۱۳۷۱ ه‍.خ. در رشته جراحی عمومی از دانشکده‌ی پزشکی دانشگاه علوم پزشکی تهران فارغ‌التحصیل شد.